# Butlla d'Innocenci II (1136)
La Butlla d'Innocenci II és la butlla emesa per aquest Sant Pare el 10 de juny del 1136 en la qual senyalava que considerava que s'havia d'acomplir allò disposat en el Testament d'Alfons I d'Aragó (1131).

## La Butlla
En aquesta butlla emesa pel Sant Pare Innocenci II el 10 de juny del 1136 s'assenyalava que es considerava que s'havia d'acomplir allò disposat en el Testament d'Alfons I d'Aragó (1131), i que per tant els regnes d'Alfons I d'Aragó i Pamplona havien de passar als Ordes militars.
Segons l'historiador Antonio Ubieto Arteta, la butlla hauria estat anunciada al Concili de Burgos celebrat l'octubre del 1136. A aquest concili hi assistiren tant el rei Alfons VII de Castella com gairebé tots els bisbes d'Hispània, inclosos el bisbe de Tarassona Miquel i el bisbe de Saragossa Guillem, encara que no s'esmenten ni el bisbe d'Osca ni el bisbe de Roda.

## Conseqüències
Aquesta butlla hauria tingut com a conseqüència la separació del bisbe i rei Ramir II d'Aragó i la reina Agnès de Poitiers, perquè a partir de finals d'octubre i principis de novembre del 1136 la reina desapareix de la documentació oficial. Agnès de Poitiers reapareix en la documentació francesa entre el 1141 i el 1147, i a partir del 1151 es va retirar a l'Abadia de Fontevrault, on morí vers el 1159.